# Rio Pirapetinga (vattendrag i Brasilien, Minas Gerais, lat -21,62, long -42,53)
Rio Pirapetinga är ett vattendrag i Brasilien.   Det ligger i delstaten Minas Gerais, i den sydöstra delen av landet, 900 km sydost om huvudstaden Brasília.
Omgivningarna runt Rio Pirapetinga är huvudsakligen savann. Runt Rio Pirapetinga är det glesbefolkat, med 15 invånare per kvadratkilometer.